# Chengdu Open 2023 - Qualificazioni singolare
Le qualificazioni del singolare del Chengdu Open 2023 sono state un torneo di tennis preliminare per accedere alla fase finale. I vincitori dell'ultimo turno sono entrati di diritto nel tabellone principale. In caso di ritiro di uno o più giocatori aventi diritto a questi sono subentrati gli alternate, coloro che vengono ammessi al tabellone principale a causa dell'assenza di un lucky loser che possa sostituire il giocatore ritirato.

## Teste di serie
1. Pavel Kotov (qualificato)
2. Li Tu (ultimo turno, lucky loser)
3. Evgenij Donskoj (ultimo turno)
4. Rio Noguchi (ultimo turno)

1. Omar Jasika (ultimo turno)
2. Alibek Kačmazov (qualificato)
3. Philip Sekulic (qualificato)
4. Benjamin Lock (qualificato)

## Qualificati
1. Pavel Kotov
2. Alibek Kačmazov

1. Philip Sekulic
2. Benjamin Lock

### Lucky loser
1. Li Tu

## Tabellone

### Sezione 1
|  | Primo turno | Primo turno    | Primo turno   | Primo turno | Primo turno |  |  | Ultimo turno | Ultimo turno | Ultimo turno | Ultimo turno | Ultimo turno |  |
|  |             |                |               |             |             |  |  |              |              |              |              |              |  |
|  | 1           | Pavel Kotov    | Pavel Kotov   | 6           | 6           |  |  |              |              |              |              |              |  |
|  |             | Rubin Statham  | Rubin Statham | 3           | 4           |  |  | 1            | Pavel Kotov  | Pavel Kotov  | 6            | 6            |  |
|  |             | Mikalaj Haljak | 7             | 3           | 2           |  |  | 5            | Omar Jasika  | Omar Jasika  | 2            | 2            |  |
|  | 5           | Omar Jasika    | 5             | 6           | 6           |  |  |              |              |              |              |              |  |

### Sezione 2
|  | Primo turno | Primo turno      | Primo turno | Primo turno | Primo turno |  |  | Ultimo turno | Ultimo turno    | Ultimo turno    | Ultimo turno | Ultimo turno |  |
|  |             |                  |             |             |             |  |  |              |                 |                 |              |              |  |
|  | 2           | Li Tu            | Li Tu       | 6           | 6           |  |  |              |                 |                 |              |              |  |
|  | WC          | Li Wenfu         | Li Wenfu    | 1           | 1           |  |  | 2            | Li Tu           | Li Tu           | 4            | 2            |  |
|  | PR          | Aleksej Zacharov | 62          | 7           | 3           |  |  | 6            | Alibek Kačmazov | Alibek Kačmazov | 6            | 6            |  |
|  | 6           | Alibek Kačmazov  | 7           | 65          | 6           |  |  |              |                 |                 |              |              |  |

### Sezione 3
|  | Primo turno | Primo turno     | Primo turno    | Primo turno | Primo turno |  |  | Ultimo turno | Ultimo turno    | Ultimo turno | Ultimo turno | Ultimo turno |  |
|  |             |                 |                |             |             |  |  |              |                 |              |              |              |  |
|  | 3           | Evgenij Donskoj | 7              | 4           | 7           |  |  |              |                 |              |              |              |  |
|  |             | Jahor Herasimaŭ | 63             | 6           | 64          |  |  | 3            | Evgenij Donskoj | 2            | 6            | 2            |  |
|  |             | Nick Chappell   | Nick Chappell  | 3           | 64          |  |  | 7            | Philip Sekulic  | 6            | 4            | 6            |  |
|  | 7           | Philip Sekulic  | Philip Sekulic | 6           | 7           |  |  |              |                 |              |              |              |  |

### Sezione 4
|  | Primo turno | Primo turno   | Primo turno   | Primo turno | Primo turno |  |  | Ultimo turno | Ultimo turno  | Ultimo turno  | Ultimo turno | Ultimo turno |  |
|  |             |               |               |             |             |  |  |              |               |               |              |              |  |
|  | 4           | Rio Noguchi   | Rio Noguchi   | 7           | 6           |  |  |              |               |               |              |              |  |
|  |             | Hiroki Moriya | Hiroki Moriya | 5           | 3           |  |  | 4            | Rio Noguchi   | Rio Noguchi   | 3            | 65           |  |
|  | WC          | Xiao Linang   | 4             | 6           | 3           |  |  | 8            | Benjamin Lock | Benjamin Lock | 6            | 7            |  |
|  | 8           | Benjamin Lock | 6             | 4           | 6           |  |  |              |               |               |              |              |  |